# Jacques Gondoin
Jacques Gondouin (Eredeti családneve: Gondoin) (Saint-Ouen, 1737. június 7. – Párizs, 1818. december 29.) francia építész

## Pályafutása
Gondouin nagyon szigorúan a görög és a római ókor építészeti alkotásait tartja modellnek. Ő a párizsi Vendôme téri diadaloszlop tervezője, amelyet a római Traianus-oszlop ihletett 1806-1810-ben, egész pontosan a Traianus-oszlop volt a modellje, amelyet I. Napóleon francia császár utasítására restauráltak. A császár győztes csatáit volt hivatott hirdetni a Vendôme téri diadalív, az építési tervekben Jean Baptiste Lepère építész is segítségére volt Gondouinnak.
Gondouin többi munkái is igen figyelemre méltóak. 1780-ban megalkotta a párizsi orvostudományi egyetem sebészeti karának tervét. Ez az épület a 18. század „legklasszikusabb” építményének számít. Agrippa római Pantheonja ihlette Godouint a boncterem megtervezésénél. A Gondouin féle szoros kapcsolódás a római építészethez hűvösséget, hideg ünnepélyességet sugároz. A boncterem homlokzatának kialakításánál Robert Adam (1728-1792) brit építész Admiralitásának (Whitehall, London) hatása is érvényesül, Godouin valamelyik londoni útja alkalmából tanulmányozhatta Robert Adam épületeit.

## Galéria

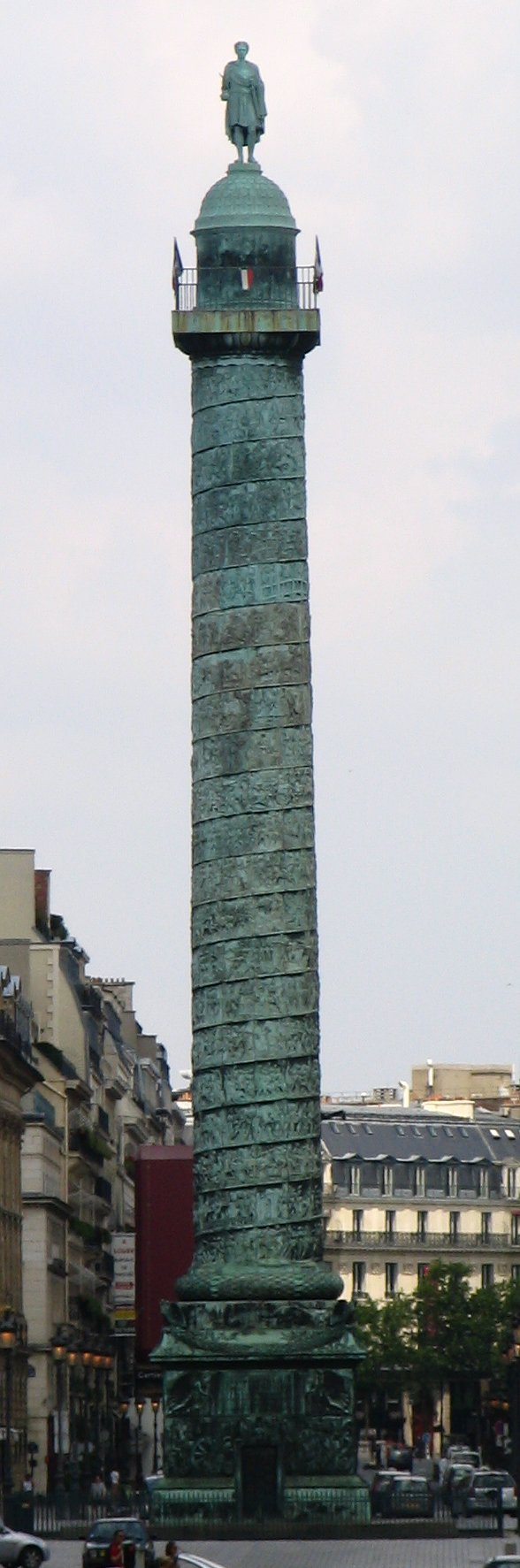
A Vendôme téri diadaloszlop, 1806-1810
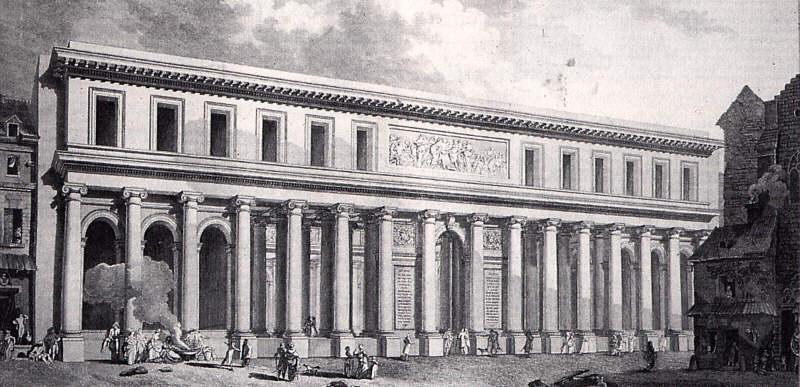
Párizs, Orvostudományi egyetem, 1771-1786
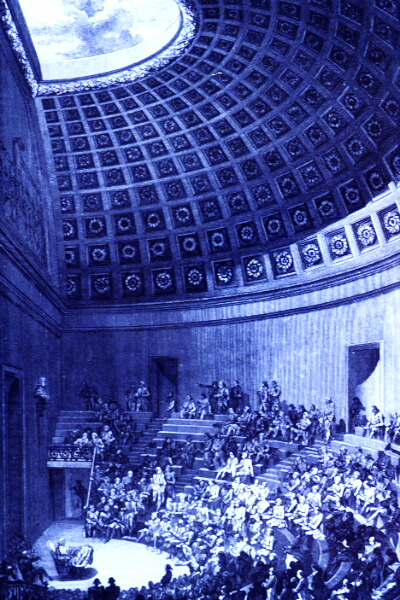
Párizs, Orvostudományi egyetem, előadó- és bemutató terem, 1780
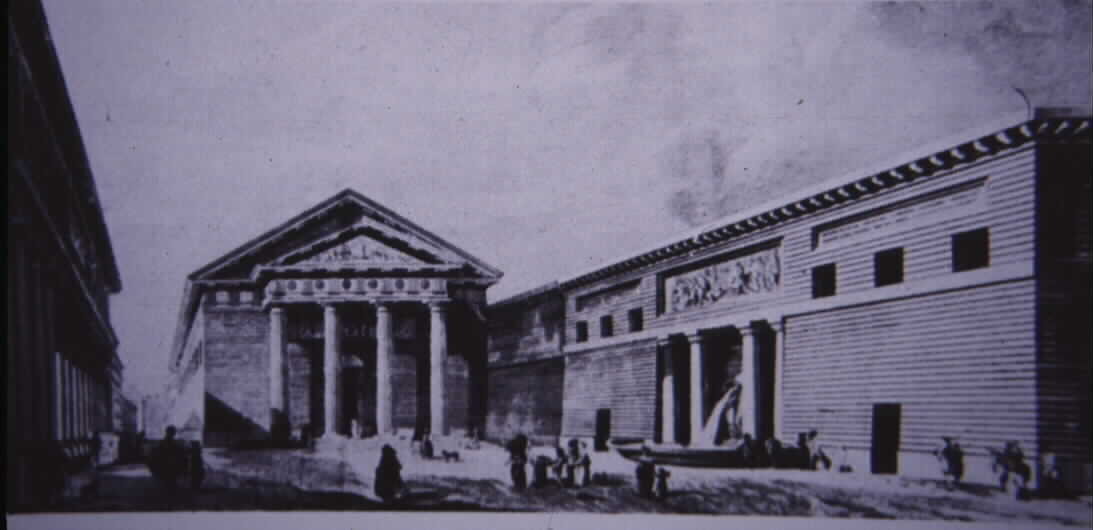
Párizs, Orvostudományi egyetem, 1780